# Фаунтен (Мічиган)
Фаунтен (англ. Fountain) — селище (англ. village) в США, в окрузі Мейсон штату Мічиган. Населення — 170 осіб (2020).

## Географія
Фаунтен розташований за координатами 44°2′54″ пн. ш. 86°10′52″ зх. д. / 44.04833° пн. ш. 86.18111° зх. д. (44.048205, -86.181084).  За даними Бюро перепису населення США в 2010 році селище мало площу 2,62 км², уся площа — суходіл.

## Демографія
Згідно з переписом 2010 року, у селищі мешкали 193 особи в 71 домогосподарстві у складі 48 родин. Густота населення становила 74 особи/км².  Було 83 помешкання (32/км²).
Расовий склад населення:
| - 91,7 % — білих - 3,1 % — азіатів |

До двох чи більше рас належало 5,2 %. Частка іспаномовних становила 3,6 % від усіх жителів.
За віковим діапазоном населення розподілялося таким чином: 26,9 % — особи молодші 18 років, 63,3 % — особи у віці 18—64 років, 9,8 % — особи у віці 65 років та старші. Медіана віку мешканця становила 37,8 року. На 100 осіб жіночої статі у селищі припадало 116,9 чоловіків;  на 100 жінок у віці від 18 років та старших — 104,3 чоловіків також старших 18 років.
Середній дохід на одне домашнє господарство  становив 39 400 доларів США (медіана — 38 750), а середній дохід на одну сім'ю — 48 306 доларів (медіана — 43 750). За межею бідності перебувало 34,2 % осіб, у тому числі 52,9 % дітей у віці до 18 років та 45,8 % осіб у віці 65 років та старших.
Цивільне працевлаштоване населення становило 66 осіб. Основні галузі зайнятості: роздрібна торгівля — 21,2 %, оптова торгівля — 15,2 %, виробництво — 15,2 %.